# Дейвід Коллінз
Полковник Дейвід  Коллінз (англ. David Collins; 3 березня 1756 - 24 березня 1810) був британським адміністратором перших британських колоній Австралії.
У першому європейському поселенні Австралії в 1788 році Коллінз був засновником лейтенанта-губернатора колонії Нового Південного Уельсу . У 1803 р. Він очолив експедицію, щоб заснувати перше, нетривале британське поселення в тому, що пізніше стало колонією Вікторії . У 1804 році Коллінз став засновником лейтенанта-губернатора Колонії землі Ван Діменс , яка в 1901 році стала державою Тасманія .

### Раннє життя та військова кар'єра
Коллінз народився в Лондоні, третя дитина генерал-майора Артура Токера Коллінза (1718–1793), Королівських морських піхотинців - син Артура Коллінза (антиквар) - від його дружини Генрієтти Каролайн Фрейзер, дочки Джорджа Фрейзера з Парка і Кубський суд ( Банагар ), Верховний шериф графства Кінг . 
Збірник ірландської біографії (1878) стверджує, що він народився вдома своїх бабусь і дідусів-матерів у графстві Оффалі , тоді відомому як графство Кінг.  Коллінз відправився в Ексетері Гімназії до вступу в Королівської морської піхоти в якості прапорщика у віці 14 років він був призначений підпоручиком 20 лютого 1771 року він служив на борту HMS  Саутгемптона , коли королева Матильда Данії різко врятована.
Коллінз вирушив до Північної Америки на початку 1775 р. І воював у битві за Бункер-Хілл , де англійці зазнали важких жертв, але тримали висоту Чарлстауна . Наступного тижня він отримав посаду першого лейтенанта .
До листопада 1776 р. Його дислокували в Галіфаксі , Нова Шотландія , де він зустрівся, а потім одружився з Марією (Марією Стюарт) Проктором , дочкою капітана Чарльза Проктора , 13 червня 1777 р. У серпні 1779 р. Його отримали звання капітана-лейтенанта і відверто капітан до липня 1780 р. У лютому 1781 р. він приєднався до HMS  Courageux в ескадрони Ла-Манш, але не любив перебувати в морі.

## Австралія

#### Новий Південний Уельс
У жовтні 1786 р., Через три роки на напівплаті, розміщеній у Чатамі , Коллінз зголосився до служби у запропонованій виправній колонії Нового Південного Уельсу. 29 листопада, і незважаючи на недостатню юридичну підготовку, його було призначено адвокатом судді для нової колонії та головним суддею військового суду, що керує морським корпусом Нового Південного Уельсу .  У травні 1787 р. Він відплив на борт Першого флоту , досягнувши Сіднейської бухти в січні 1788 р. 
У червні або липні 1788 року губернатор Філіп призначив Коллінза секретарем губернатора, або секретарем колонії, як посаду іноді називали. Коллінз виконував три ролі секретаря, адвоката судді та лейтенанта-губернатора, поки він не покинув колонію в Англії в 1796 році. 

#### Вікторія та Тасманія
Додаткова інформація про британське поселення 1803 року в бухті Салліван: Історія Вікторії
Додаткові відомості про висадку британців у 1804 р. В бухті Салліванс, Хобарт: Історія Хобарта
Коллінз також створив перше короткочасне поселення в теперішньому штаті Вікторія в Салліван-Бей в Порт-Філліп в 1803 році. Він відплив з Англії в квітні на борту HMS  Калькутта , прибувши в Порт-Філліп в жовтні, щоб створити виправну колонію . Після висадки в бухту Салліван поблизу сучасного Сорренто , він послав першого лейтенанта Джеймса Гінгстона Тукі з Калькутти дослідити Порт-Філіп . Доповідь Тукі і власне невдоволення Коллінза обраним сайтом спонукали його написати до губернатора Кінга, шукаючи дозволу на видалення населеного пункту. Коли Кінг погодився, Коллінз вирішив перенести колонію до річки Дервент , на острові Земля Ван Дімен (Тасманія). Він прибув туди в лютому 1804 року в Океан і встановив, що стане містечком Хобарт.
Коллінз не залишив жодного опублікованого повідомлення про свою роботу лейтенанта-губернатора в Порт-Філіппі , а також пізніше як засновника Хобарта.

##### Спадщина
Коллінз дав своє ім'я Коллінсвалу в Тасманії, Коллінс-стріт, Мельбурні, Парад Колінза, Сорренто (примикає до місця невдалого поселення) та Коллінз-стріт, Хобарт. У гімназії Ексетера, тепер відомій як Ексетерська школа, де він здобув освіту, є будинок, названий на його честь.
Коллінза зобразив Дейвід  Доусон у серіалі 2015 «Прогнані» (оригінальна назва — "Banished").